# Mường

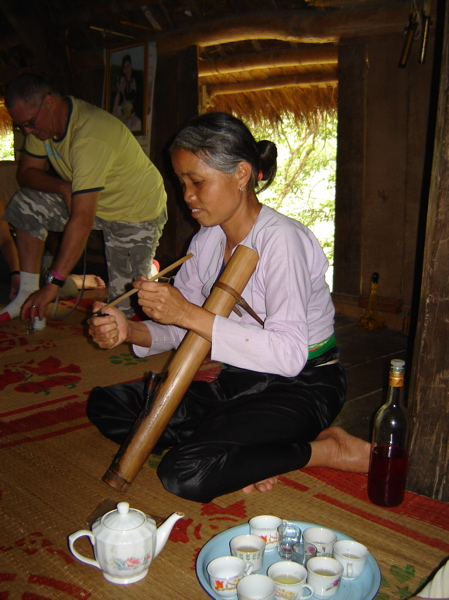
Relaks – fajka i wino bananowe

Mường – mniejszość etniczna w Wietnamie, według spisu z 2009 roku liczy 1 268 963 osób i jest trzecią co do wielkości spośród 53 grup mniejszościowych. Posługują się językiem muong z tej samej grupy językowej viet-muong, co Kinh (właściwi Wietnamczycy). Zachowali tradycyjne wierzenia, niektórzy wyznają chrześcijaństwo.